# Ajania ramosa
Ajania ramosa là một loài thực vật có hoa trong họ Cúc. Loài này được (C.C.Chang) C.Shih mô tả khoa học đầu tiên năm 1979.